# جون موراي (سياسي أسترالي)
جون موراي (بالإنجليزية: John Murray)‏ هو أستاذ مدرسة وسياسي أسترالي، ولد في 14 يوليو 1939. حزبياً، نشط في حزب العمال الأسترالي (فرع نيوساوث ويلز) ‏. وقد انتخب Speaker of the New South Wales Legislative Assembly ‏ (2 مايو 1995 – 28 فبراير 2003) وانتخب عضو الجمعية التشريعية نيو ساوث ويلز عن دائرة Electoral district of Drummoyne ‏ (17 أبريل 1982 – 28 فبراير 2003).